# Conseil de Sydney-Nord
Le conseil de Sydney-Nord (en anglais : North Sydney Council) est une zone d'administration locale située dans l'agglomération de Sydney, dans l'État de Nouvelle-Galles du Sud, en Australie.

## Géographie
Sydney-Nord s'étend sur 10,9 km2 au nord et en face de la ville de Sydney dont il est séparé par la baie du même nom.

### Quartiers
- Cammeray
- Cremorne
- Cremorne Point
- Crows Nest
- Kirribilli
- Lavender Bay
- McMahons Point
- Milsons Point
- Neutral Bay
- North Sydney
- St Leonards
- Waverton
- Wollstonecraft

### Autres lieux
- Berrys Bay
- Cremorne Junction
- Cremorne North
- HMAS Platypus
- HMAS Waterhen
- Kurraba Point
- Mater Misericordiae Hospital
- Neutral Bay Junction
- North Sydney Shoppingworld

## Histoire
Le borough de Sydney-Nord est formé en 1890 par la fusion des localités de St Leonards, East St Leonards et Victoria. Il devient une municipalité en 1906 puis un conseil en 1993.
En 2016, le gouvernement de la Nouvelle-Galles du Sud propose de fusionner Sydney-Nord avec les zones d'administration locale voisines de Mosman et Willoughby mais face aux oppositions le projet est abandonné l'année suivante.

## Démographie
| 2001   | 2006   | 2011   | 2016   | 2021   |
| ------ | ------ | ------ | ------ | ------ |
| 54 970 | 58 257 | 62 289 | 67 658 | 68 950 |

## Politique et administration
La ville comprend deux subdivisions appelées wards. Elle est administrée par un conseil de dix membres, à raison de cinq par ward, élus pour un mandat de quatre ans. De 1983 à 2017, le maire était élu directement par la population, et depuis 2021, il est élu par les conseillers pour deux ans. Les dernières élections ont eu lieu le 4 décembre 2021.

### Composition du conseil
| Élections | Parti travailliste | Parti libéral-démocrate | Parti de l'Australie durable | Indépendants |
| --------- | ------------------ | ----------------------- | ---------------------------- | ------------ |
| 2017      | 0                  | 1                       | 0                            | 9            |
| 2021      | 2                  | 0                       | 2                            | 6            |

### Liste des maires
| Période                                  | Période      | Identité     | Étiquette    | Qualité |
| ---------------------------------------- | ------------ | ------------ | ------------ | ------- |
| Les données manquantes sont à compléter. |              |              |              |         |
| septembre 2012                           | janvier 2022 | Jilly Gibson | Indépendante |         |
| janvier 2022                             | en cours     | Zoë Baker    | Indépendante |         |

### Circonscriptions électorales
La zone est rattachée aux circonscriptions de Sydney-Nord et Warringah pour les élections fédérales et à celles de North Shore et Willoughby pour les élections à l'Assemblée législative de Nouvelle-Galles du Sud.